# Fumo passivo
Il fumo passivo è l'inalazione involontaria da parte di persone non fumatrici di sostanze provenienti da sigarette, pipe o sigari di altri individui.

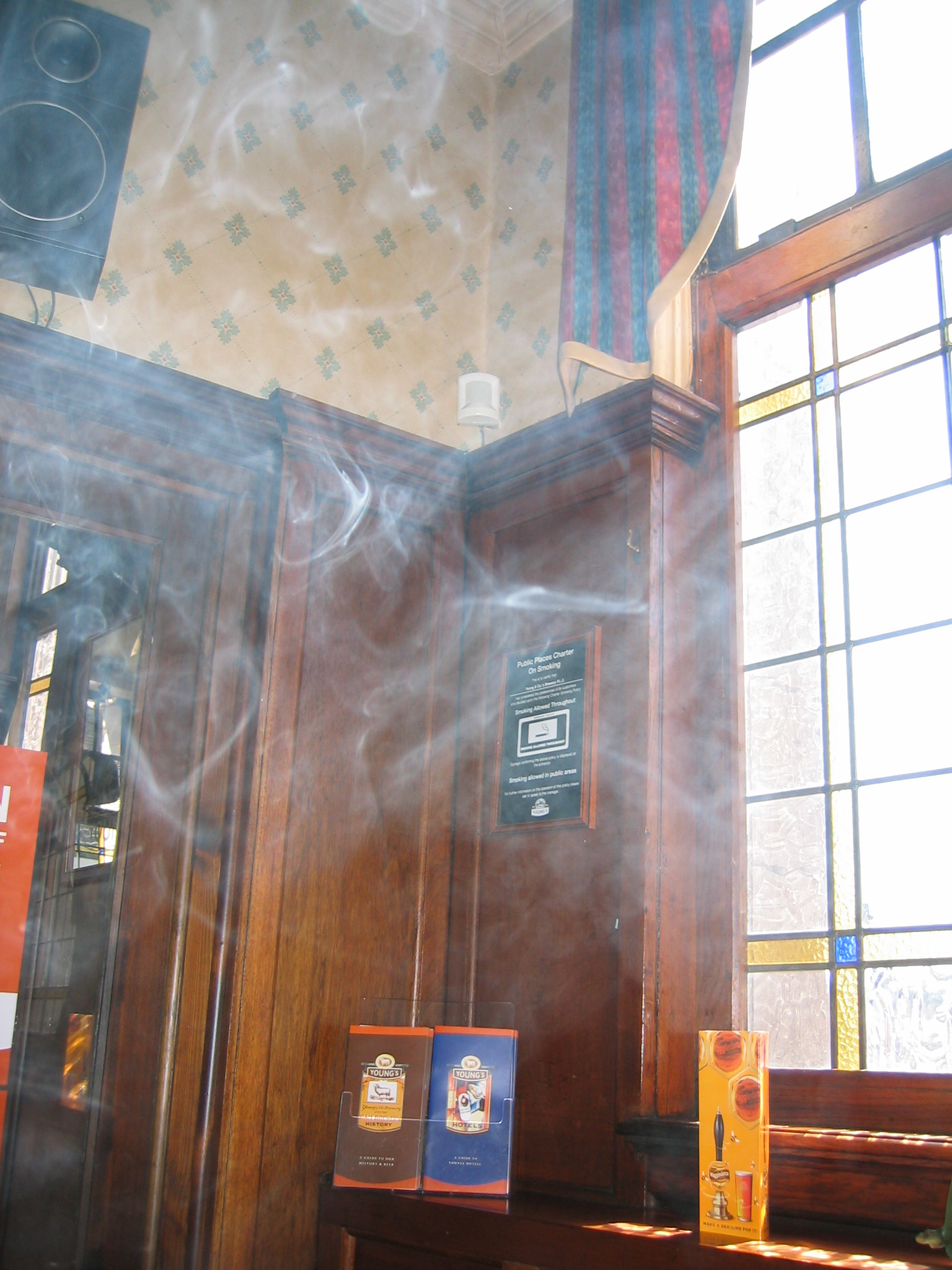
Una quantità elevata di fumo in un pub, dove viene inalato da tutti i presenti, anche non fumatori.

Il fumo passivo causa danni alla salute umana per patologie in gran parte assimilabili a quelle provocate dal fumo attivo (tabagismo e effetti del tabagismo sulla salute); sta provocando sempre più danni nei Paesi industrializzati e non (l'Indonesia ad esempio rientra tra i principali consumatori mondiali di tabacco pro-capite).
Secondo un rapporto del 2022 realizzato dal Governo, in Italia il fumo passivo sarebbe responsabile di un migliaio di morti l'anno. Gli studi epidemiologici più ottimisti valutano che il rischio cumulativo di morte per tumore polmonare sia di un morto ogni 1.000 persone esposte al fumo passivo.
Negli Stati Uniti, il fumo passivo causa annualmente più di 7300 morti da cancro ai polmoni di adulti non fumatori.
Il fumo terziario è il venire a contatto con ambienti o indumenti impregnati dal fumo attivo.

## Rischi derivati
| Consumo di sigarette al giorno | Rischio di neoplasia polmonare rispetto ai non fumatori/soggetti non esposti al fumo passivo |
| ------------------------------ | -------------------------------------------------------------------------------------------- |
| Fumo passivo                   | 1,5%                                                                                         |
| >20 sigarette al giorno        | 20-30%                                                                                       |
| >40 sigarette al giorno        | 60%                                                                                          |

Il livello di tossicità del fumo passivo è molto inferiore rispetto a quello del fumo attivo, ma in ogni caso comportano danni all'organismo consistenti, costituendo fattore di rischio per diverse patologie cardiache, lo stesso OMS, l'organizzazione mondiale della sanità, si è espressa evidenziando la sua pericolosità, davanti a 192 paesi che hanno adottato i provvedimenti in quella sede espressi.

### Fattori di rischio nella gravidanza
L'assunzione di fumo durante la gravidanza si ripercuote negativamente sul feto.
- Bassa statura[10]
- Alterazioni della circonferenza della testa e del torace[9]
- Sindrome della morte improvvisa (SIDS)[11].
- Feto sottopeso
- Nascita prematura

### Fattori di rischio nell'infanzia
- Asma[12]
- Malattie respiratorie[13]
- Otite media

Inoltre è discusso la possibile manifestazione di altre malattie come la sindrome del colon irritabile